# 카고

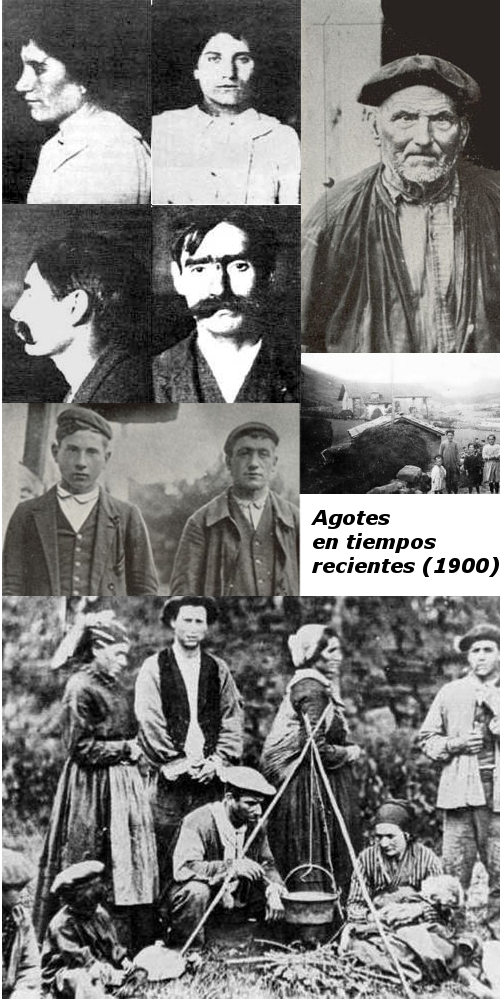
1900년 촬영된 카고들.

카고(프랑스어: Cagot [ka.ɡo][*])는 프랑스 서부 및 에스파냐 북부 지역(나바라 피레네산맥, 바스크, 아라곤, 가스코뉴, 브르타뉴)의 천민집단이다. 각 지역마다 현지어로 지칭하는 명칭은 다음과 같이 제각기 다르다.
- 오크어: Cagots, Gézitains, Gahets, Gafets
- 바스크어: Agotes, Agotak, Gafos
- 오크어: Capots
- 브르타뉴어: Cacons, Cahets, Caqueux, Caquins

일반 대중과 유리된 소수집단으로서 카고가 존재했다는 증거가 발견되는 시기는 최소 기원후 1000년경까지 거슬러 올라간다.
카고들은 증오와 학대의 대상이었다. 구체적으로 얼마나 위해를 받았는지는 시간과 공간에 따라 달라지지만, 대개 거주지에서 분리된 특정 지역을 게토화하여 거기에만 살도록 되었으며 이런 게토를 "카고테리에(cagoteries)"라고 했으며, 마을 최대한 외곽에 위치했다. 카고는 모든 정치적 사회적 권리로부터 배제되어 왔다. 그들은 비(非)카고와 결혼하는 것, 술집에 출입하는 것, 우물을 사용하는 것, 음식물을 판매하는 것, 시장의 음식을 만지는 것, 가축을 다루는 일을 하는 것, 방앗간에 출입하는 것 등을 금지당했다.

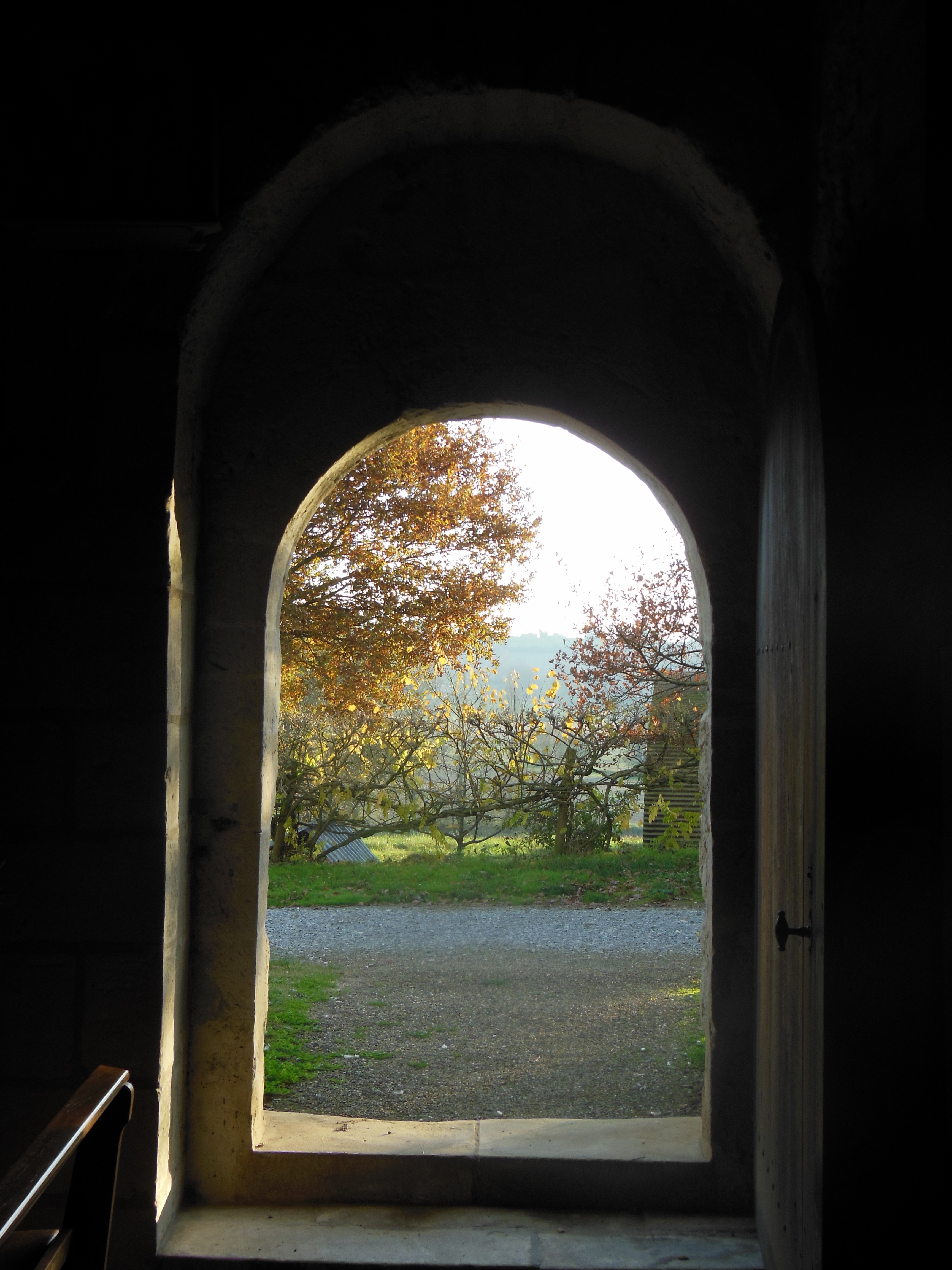
교회의 카고 전용문.

이들은 교회에도 천민 전용의 특수 입구를 통해서만 들어갈 수 있었고, 예배 도중에는 레일이 설치되어 다른 신자들과 카고들을 격리했다. 카고들은 비카고와 구분되는 복장을 착용할 것을 강요받았으며, 일부 경우 이러한 카고 전용 복장은 신발이 오리나 거위의 발 모양으로 생기기도 했다. 이들의 몸이 어딘가에 닿는 것만으로도 더러워진다고 여겨졌기에 맨발로 걸어다니거나 비카고와 같은 컵을 공유하는 것도 범죄로 취급되었다. 목수, 푸주한, 밧줄 제작인 등의 직업도 카고에게는 금지되었다.
카고는 민족집단도 아니었고 종교집단도 아니었다. 이들은 같은 지역의 비카고들과 같은 언어를 사용했고 대개 같은 종교를 신봉했다. 비카고와 구분되는 카고의 특징은 오로지 하나 카고의 혈통을 타고났다는 것 뿐이었다. 왜 이들이 이러한 증오를 받았는지에 대한 일관성 있는 이유는 거의 제시되어 있지 않다. 크레틴증, 나병, 이단, 식인 등이 원인이라고 제각기 다른 말이 나오며, 때로는 그냥 선천적 악이라고 취급하기도 했다. 카고는 자기들만의 문화를 가지고 있었으나 그것이 기록되거나 보존된 것은 거의 없다. 때문에 카고에 대해 알려져 있는 것은 그들이 받은 박해 뿐이다. 카고에 대한 잔인한 처우는 중세, 문예부흥기, 심지어 산업혁명기까지 지나 19세기 말에서 20세기 초가 되어야 사라지기 시작했다.

## 참고 자료
- Daniel Hawkins, 'Chimeras that degrade humanity': the cagots and discrimination, 2014.
- 본 문서에는 현재 퍼블릭 도메인에 속한 1913년 가톨릭 백과사전의 내용을 기초로 작성된 내용이 포함되어 있습니다.
- Graham Robb, The Discovery of France, W. W. Norton, 2007, ISBN 0-393-05973-1